# كيفن تورنر (لاعب كرة قدم أمريكية)
كيفن تورنر (بالإنجليزية: Kevin Turner)‏ هو لاعب كرة قدم أمريكية أمريكي، ولد في 12 يونيو 1969 في براتفيل في الولايات المتحدة، وتوفي في 24 مارس 2016 في فيستافيا هيلز في الولايات المتحدة بسبب تصلب جانبي ضموري.

## وصلات خارجية
- الموقع الرسمي
- كيفن تورنر على موقع مرجع كرة القدم المحترفة.كوم (الإنجليزية)